# 2-Methylbut-2-en
2-Methyl-2-buten, 2m2b, hoặc 2-methylbut-2-en, là một hydrocarbon alken với công thức phân tử là C
5H
10.